# 劳伦斯·摩尔·科斯格雷夫
劳伦斯·文森特·摩尔·科斯格雷夫 （1890年8月28日—1971年7月28日）是一名加拿大軍官和外交官，曾出席在密蘇里號戰艦上舉行的日本投降儀式，並代表加拿大簽署《降伏文書》。

## 早期生活
科斯格雷夫在1890年8月28日出生於安大略省多倫多，是科斯格雷夫父子啤酒公司創始人勞倫斯·J·科斯格雷夫的兒子，也是詹姆斯·科斯格雷夫的兄弟，他與E·P·泰勒是賽馬的科斯格雷夫馬場的合夥人。勞倫斯在1912年畢業於加拿大皇家軍事學院，學生編號為851，隨後進入麥吉爾大學就讀。

## 第一次世界大戰
在第一次世界大戰中，科斯格雷夫在法國的加拿大野戰砲兵部隊中擔任砲兵軍官。他兩次被授予傑出服務勳章，第一次是在1916年，第二次是在1918年，原因為「在行動中表現出明顯的英勇精神」。他參加第二次伊珀爾戰役，受傷後單眼失明。後來科斯格雷夫被授予法國英勇十字勳章。
科斯格雷夫說，他的朋友約翰·麥克雷中校在1915年5月3日的一次轟炸中，用20分鐘的時間在一張放在科斯格雷夫肩上的廢紙上寫下了《在法蘭德斯戰場》這首詩，這一天麥克雷目睹他的朋友亞歷克西斯·赫爾默中尉的死亡。這首詩於同年12月8日首次發表在倫敦的雜誌《Punch》上。1963年10月5日，科斯格雷夫為約翰·麥克雷上校紀念碑揭幕，該紀念碑位於西佛蘭德省伊珀爾布津厄。
科斯格雷夫寫了《末日之後》（Toronto: S.B. Gundy, 1919）一書，講述他在第一次世界大戰期間的經歷，獻給「百萬死者」。有一篇文章描述這本書「講述科斯格雷夫和他的戰友們在那段磨人的恐怖、毒氣和戰壕戰爭的歲月中所經歷的情感」。這本書是由他的妻子貝里爾出版的。

## 在加拿大的服役
在兩戰之間，科斯格雷夫在貿易和商業部任職。1922年至1924年，他是加拿大政府駐倫敦的助理貿易專員；1924年在溫布利公園舉行的英京賽會上擔任加拿大貿易專員；1925年至1935年在上海；1935年至1937年在墨爾本；以及1937年至1942年在雪梨擔任加拿大貿易專員。

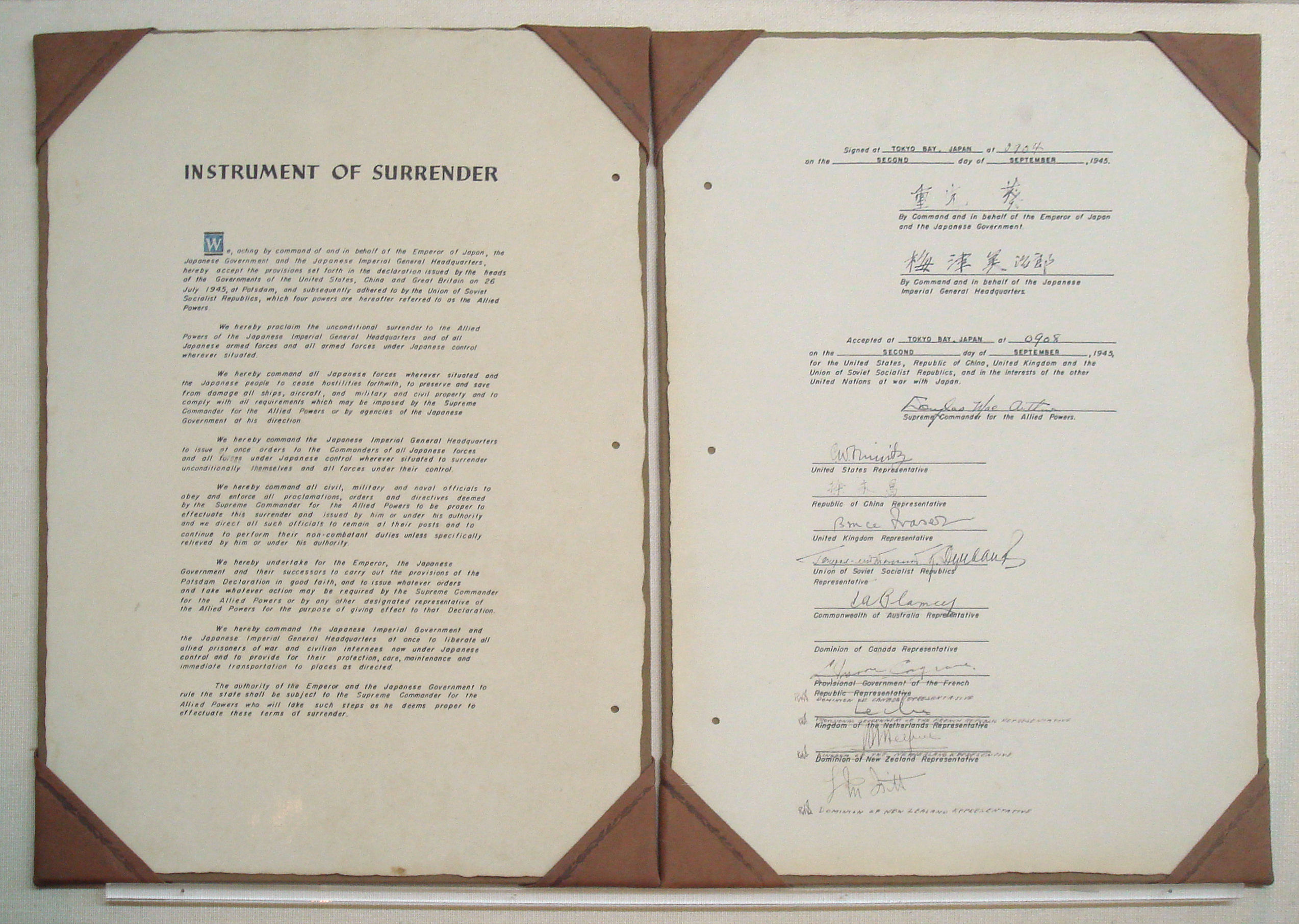
日本投降書《降伏文書》

第二次世界大戰期間，科斯格雷夫是加拿大駐澳大利亞的軍事參贊，負責西南太平洋戰區。1945年9月2日，他作為加拿大代表出席日本投降儀式，並代表加拿大在東京灣的密蘇里號戰艦上簽署了日本投降書《降伏文書》。當輪到他簽字時，科斯格雷夫誤簽名於法國代表的欄位，以致日方存本的降書中，加拿大代表的欄位無人簽名。這或許是因在第一次世界大戰中受傷，導致單眼失明的緣故。
美國將軍理查德·薩瑟蘭很容易就糾正了這個問題，他劃掉了「法蘭西共和國」，在科斯格雷夫的簽名下寫上了「加拿大王國」，然後對文件的其他部分進行類似的修改。紐西蘭自治領代表倫納德·蒙克·伊希特上將在沒有空白處簽字的情況下，不得不在文件的底邊寫上他的名字和國家。日本代表們接受更正後的副本。之後科斯格雷夫在美國副本上沒有重複這個錯誤。
科斯格雷夫先前就在上海認識代表日本天皇和政府簽署投降書的外相重光葵。據報導，當重光葵登上密蘇里號時，他們的目光相遇，並都露出了相互認可的微笑，然後重光守再次變得嚴厲而嚴肅。幾年後，他們在倫敦1953年伊麗莎白二世加冕儀式上再次相遇。

## 戰後
1946年，科斯格雷夫從軍隊退役，並再次開始為商務部工作。他在亞洲擔任過各種領事職務；在1950年代，他的外交生涯繼續在歐洲的領事職位上進行。例如1952年至1955年，他是駐葡萄牙的臨時代辦。
1971年7月28日，科斯格雷夫在魁北克省諾爾頓的家中去世，享年80歲。
在科斯格雷夫去世幾十年後，加拿大軍隊的一些成員，即「加拿大駐美部隊」在2020年9月發布了一系列推文，強調了他軍事生涯的重要性。推文包括這兩條：「我們當中有誰在一戰期間因英勇作戰而被授予兩個傑出服務勳章？」和「我們當中有誰被授予英勇十字勳章？」。

## 延伸閱讀
- Preston, Adrian (RMC 4237). and Peter Dennis. (1976). Swords and Covenants. London: Croom Helm; Lanham, Maryland: Rowman and Littlefield. ISBN 978-0-87471-862-1
- Preston, Richard Arthur (RMC H16511). (1991). To Serve Canada: A History of the Royal Military College of Canada. Ottawa: University of Ottawa Press. ISBN 978-0-7766-0327-8 (cloth)
- ____________.  (1970). Canada's RMC -- A History of Royal Military College, 2nd edition, 1982. Toronto: University of Toronto Press. ISBN 978-0-8020-3222-5 (cloth)
- ____________.  (1968). R.M.C. and Kingston: The Effect of Imperial and Military Influences on a Canadian Community.[] Raleigh, North Carolina: Duke University Press; see Ontario History. Vol. 60, pp. 105–123. September 1968. Kingston, Ontario.
- Smith, R. Guy C. (RMC H1877). (1984). As You Were! Ex-Cadets Remember, Vol. I, 1876–1918; Volume II, 1919-1984. Kingston, Ontario: RMC. The R.M.C. Club of Canada.

## 外部連結
- 互联网档案馆中劳伦斯·摩尔·科斯格雷夫的作品或与之相关的作品